# Sasko-lauenburské vévodství
Sasko-lauenburské vévodství (německy Herzogtum Sachsen-Lauenburg), zkráceně Sasko-Lauenbursko (německy Sachsen-Lauenburg), běžně také jen Lauenbursko, bylo říšské vévodství existující v letech 1296–1803 a 1814–1876. Jeho tehdejší území je prakticky totožné s dnešním územím zemského okresu Vévodství lauenburské.

## Historie

### Vznik
Roku 1180 poráží Jindřicha Lva císař Fridrich I. Barbarossa, který mu většinu držav zabavil a saské vévodství bylo rozděleno, čímž také de facto zaniklo. Bernhard, hrabě askánský, získal titul vévody a rodové državy, k nimž ještě získal Wittenbersko a Lauenbursko; arcibiskup kolínský pak Vestfálsko (jako vévodství); pomořanská knížata byla v roce 1181 povýšena na vévody; lankrabě durynský Heřman I. obdržel Saskou Falc (Saské falckrabství, založené Jindřichem I. Ptáčníkem); Lübeck byl v roce 1182 povýšen na říšské město; a Jindřichu Lvu zůstaly pouze část Engern a Ostfálsko (z těchto zemí pak vzniklo roku 1235 Brunšvicko)

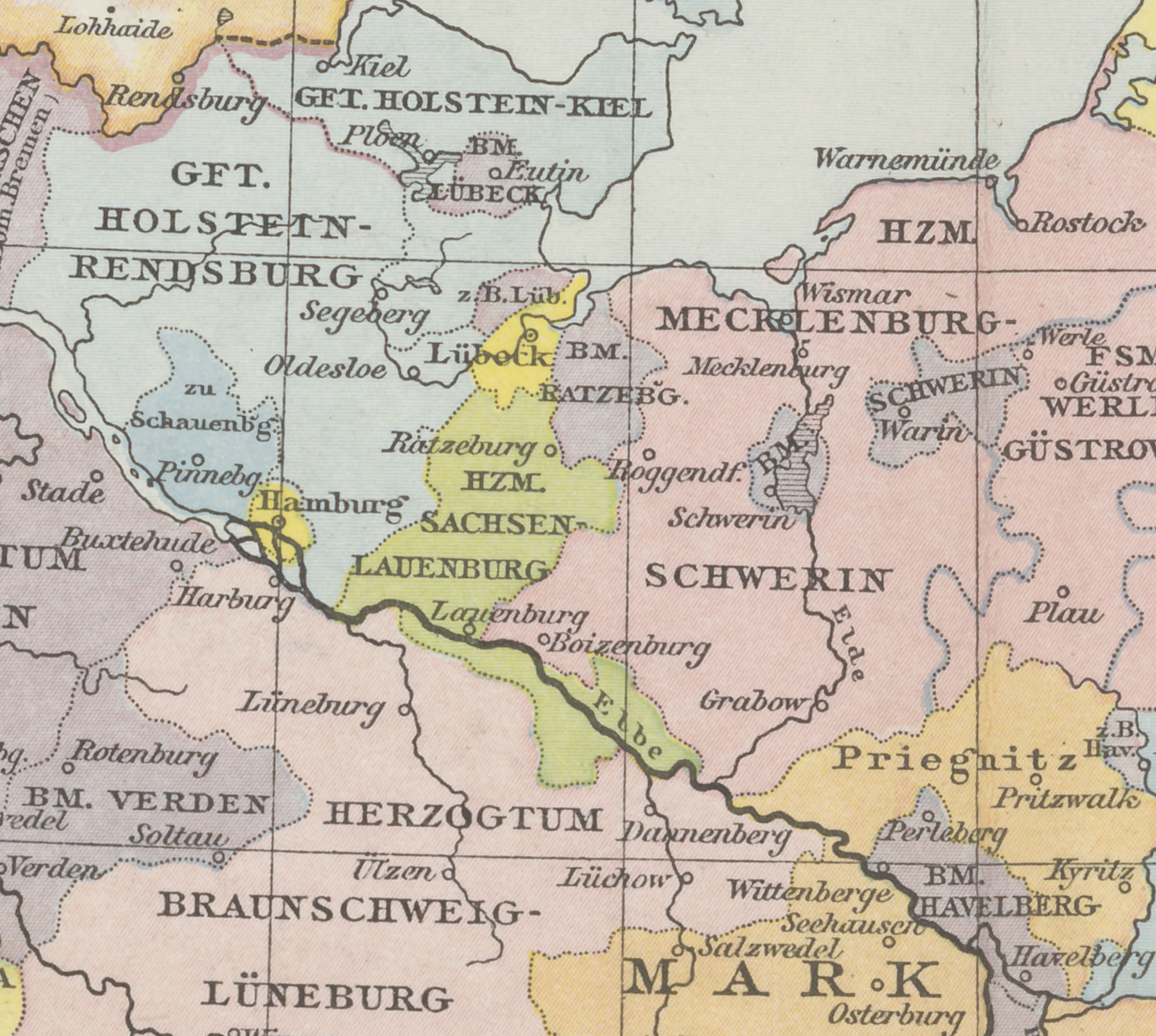
Sasko-Lauenbursko okolo roku 1400

V roce 1260 zdědili Bernhardovi vnuci Johann I. a Albrecht II. jeho území, kterému vládli společně v nedílu. Roku 1296 si však území Albrecht II. a jeho tři synovci (synové zesnulého Johanna I.) rozdělili. Albrecht II. získal Sasko-Wittenbersko a synovci: Johann II., Erich I. a Albrecht III. Sasko-Lauenbursko jako nedíl (primogenitura, tedy vláda nejstaršího syna byla v Lauenbursku prosazena teprve r. 1619). Obě linie spolu soupeřily o zisk kurfiřtského hlasu, který byl v roce 1356 přiřčen císařem Karlem IV. Rudolfu I. (1297–1356), vévodovi sasko-wittenberskému.
Zatímco území Saska-Wittenberska se v průběhu staletí drasticky změnilo, vévodství Lauenburg zůstalo téměř beze změny až do ztráty nezávislosti v roce 1689, kdy bylo zděděno (a okupováno) knížaty brunšvicko-lüneburskými (od r. 1705 pak kurfiřty hannoverskými), kteří se později stali britskými králi. Vídeňským kongresem v roce 1815 bylo Lauenbursko uděleno nejprve králi pruskému a vzápětí vévodovi holštýnskému jako kompenzace za ztrátu Norska a ztrátu nároků na bývalé Švédské Pomořany s ostrovem Rujánou, které kongres dodatečně přiznal Prusku. Vévoda holštýnský byl zároveň králem dánským, takže v letech 1815 až 1864 bylo Lauenbursko pod dánskou nadvládou.

### Konec samostatnosti
V německo-dánské válce roku 1864 Prusko s Rakouskem a ostatními německými státy bojovaly proti Dánsku, které chtělo oddělit jím ovládané Holštýnsko a Lauenbursko od Německého spolku a začlenit do Dánska (dánský král byl v rámci personální unie také vévodou Šlesvicka a Holštýnska (a Lauenburska), ale Holštýnsko bylo spolu s Lauenburskem na rozdíl od severnějšího Šlesvicka členem Německého spolku). V této válce bylo Dánsko poraženo, Šlesvicko se stalo prusko-rakouským kondominiem, Holštýnsko získalo Rakousko a Lauenbursko s titulem vévodství Prusko (vévodou se stal pruský král Vilém I.).
Po krátké období bylo vévodství v rámci pruské koruny ještě nezávislým subjektem, ale v roce 1876 bylo začleněno jako zemský okres Vévodství lauenburské do pruské provincie Šlesvicka Holštýnska.

## Bývalá území mimo dnešní zemský okres Vévodství lauenburské
Vedle územní jádro v moderním zemském okrese Vévodství lauenburské, náležela v různých dobách k vévodství i jiná území, nacházející se převážně jižně od řeky Labe:
- Pruh země na jižním břehu Labe, sahající od Marschachtu k Amt Neuhausu, územně související s jádrem vévodství. Toto území bylo odstoupeno Hannoversku roku 1814. V současnosti tvoří součást dolnosaského zemského okresu Harburg.
- Amt Neuhaus, tehdy zahrnující území na obou březích Labe, odstoupený Hannoversku roku 1814. V současnosti je tato oblast součástí dolnosaského zemského okresu Lüneburg.
- exkláva Země Hadeln u ústí Labe do Severního moře oddělená od Saska-Lauenburska roku 1689 a od té doby spravovaná samostatně než se roku 1731 stala součástí Brém a Verdenu. V současnosti je součástí dolnosaského zemského okresu Cuxhaven.
- Několik obcí severně od Labe, patřících k jádru vévodství, oddělených od něj v listopadu 1945 v důsledku odstoupení Sovětské okupační zóně na základě Barber-Ljaščenkovy dohody.

## Symbolika

Vlajka z 19. století

znak:
1507–1671
od roku 1671
1866–1873
z roku 1867

## Vévodové lauenburští

### Askánci(lauenburská větev)

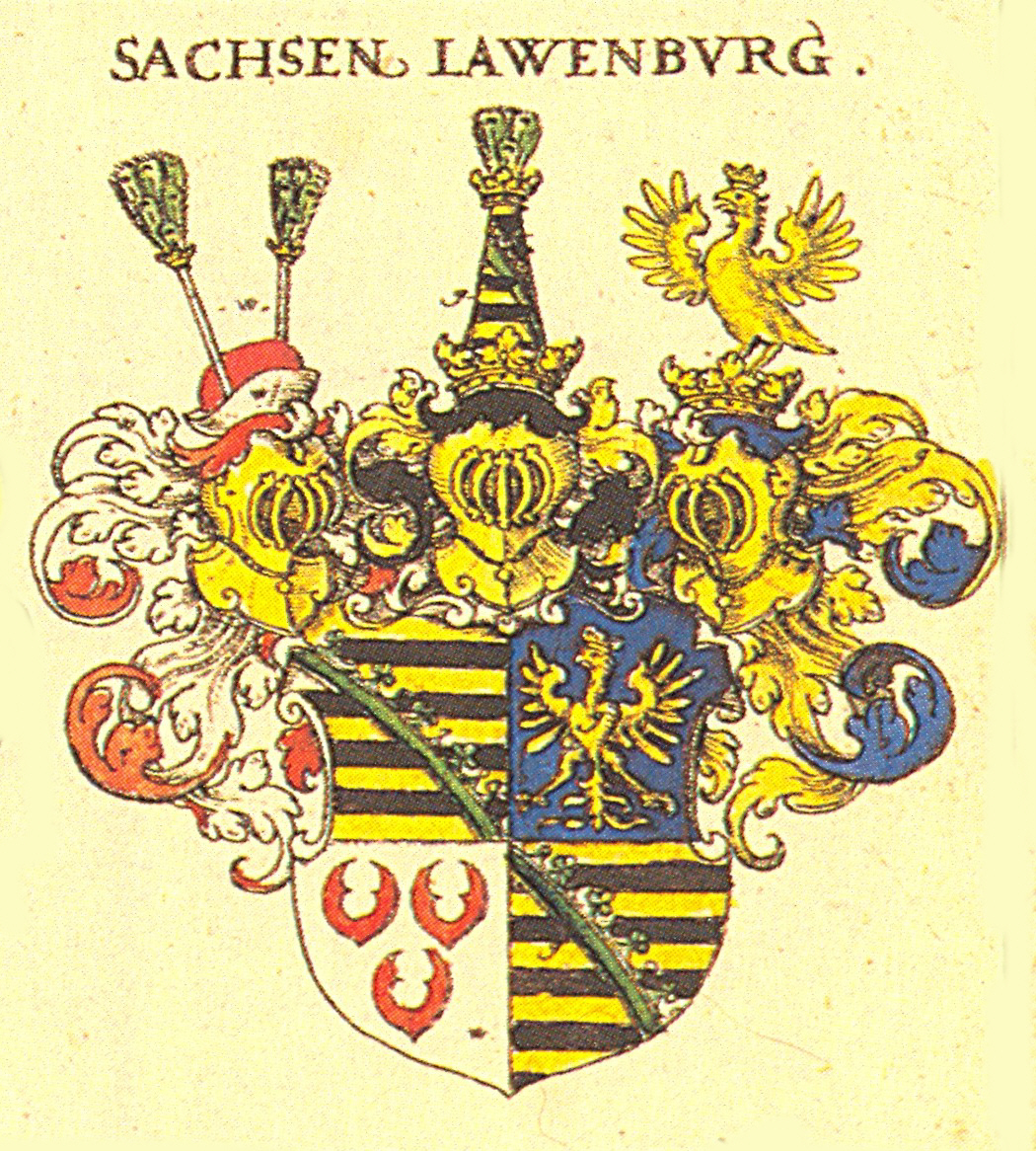
Znak vévody z roku 1605

- Jan II. (1296–1322), vévoda sasko-lauenburský, spoluvládce (větev Bergedorf-Möllner)
- Albrecht IV. (1656–1343)
- Albrecht III. (1656–1308), větev Ratzeburg-Lauenburger
- Erik I. (1296–1338), za jeho vlády rozděleno mezi linie Lauenburg-Bergedorf a Ratzeburg-Lauenburg
- Erik II. (1338–1368)
- Erik IV. (1368–1412), spojeny obě linie
- Erik V. (1401–1435)
- Jan IV. (1401–1414)
- Bernard II. (1426–1463)
- Jan V. (1439–1507)
- Magnus I. (1507–1543)
- František I. (1543–1571 a 1574–1581)
- Magnus II. (1656–1603)
- František II. (1586–1619)
- August I. (1619–1656)
- Julius Jindřich (1656–1665)
- František Erdman (1665–1666)
- Julius František (1666–1689), poslední lauenburský Askánec

### Hannoverská dynastie(linie Welfů)
- Jiří Vilém (1689–1705), brunšvicko-lüneburský vévoda (linie Celle), prapravnuk vévody Magnuse I.
- Jiří I. (1705–1727), jeho synovec, britský král Jiří I., již legitimní vévoda
- Jiří II. (1727–1760), britský král Jiří II.
- Jiří III. (1760–1814), britský král Jiří III.

### Oldenburkové
- Fridrich I. (1814–1839), dánský král Frederik VI., pravnuk Jiřího II.
- Kristián I. (1839–1848), dánský král Kristián VIII., jeho bratranec
- Fridrich II. (1848–1863), dánský král Frederik VII., jeho syn

### Glücksburkové(linie Oldeburků)
- Kristián II. (1863–1864), dánský král Kristián IX.

### Hohenzollernové
- Vilém I. (1864–1876), pruský král Vilém I.
  - v l. 1890–1898 nesl formálně titul „vévoda lauenburský“, jako čestné vyznamenání, propuštěný říšský kancléř, kníže Otto von Bismarck. S titulem nebyla spojena žádná vladařská práva ani majetky a Bismarck sám jej odmítal užívat, neboť titul právem chápal jako pokus Viléma II. pokrytecky Bismarcka odškodnit za propuštění z úřadu